# Canthidium leucopterum
Canthidium leucopterum är en skalbaggsart som beskrevs av Henry Fuller Howden och Young 1981. Canthidium leucopterum ingår i släktet Canthidium och familjen bladhorningar. Inga underarter finns listade.